# Ula cincta
Ula (Ula) cincta là một loài ruồi trong họ Pediciidae. Chúng phân bố ở vùng sinh thái Palearctic.